# Бурак Јилмаз
Бурак Јилмаз (тур. Burak Yılmaz; 15. јул 1985) бивши је турски фудбалер који је играо на позицији нападача.
Каријеру је почео у омладинском погону Анталијаспора у којем је касније дебитовао као професионални играч. Један је од неколицине фудбалера који су играли за сва три највећа турска клуба Бешикташ, Фенербахче и Галатасарај. Први је турски играч који је играо у групној фази УЕФА Лиге шампиона са пет различитих тимова.
Након што је одиграо бројне утакмице за омладинске селекције Турске, за сениорску репрезентацију је дебитовао 2006. године.